# درون مانکی زترلند
درون مانکی زترلند (به انگلیسی: Inside Monkey Zetterland) فیلمی ۹۳ دقیقه‌ای به کارگردانی جفری لوی با بازی استیو آنتین است.